# ماتي نوكانن
ماتي نوكانن (Matti Nykänen؛ يوفاسكولا، 17 يوليو 1963) متزلج قفز فنلندي سابق فاز بخمس قلائد أولمبية (أربعة ذهبيات)، وتسع قلائد في بطولة العالم (خمسة ذهبيات) و 22 قلادة بالبطولات الفنلندية (13 ذهبية). نوكانن هو متزلج القفز الوحيد في العالم الذي فاز بالقلادة الذهبية في الألعاب الأولمبية وبطولات العالم للتزلج الشمالي وحل بالمركز الأول بجموع ما حققه في بطولات العالم للتزلج الطائر وبطولة التلال الوأربعة.

## روابط خارجية
- ماتي نوكانن على موقع IMDb (الإنجليزية)
- ماتي نوكانن على موقع الموسوعة البريطانية (الإنجليزية)
- ماتي نوكانن على موقع ميوزك برينز (الإنجليزية)
- ماتي نوكانن على موقع أول ميوزيك (الإنجليزية)
- ماتي نوكانن على موقع ديسكوغز (الإنجليزية)
- ماتي نوكانن على موقع قاعدة بيانات الفيلم (الإنجليزية)
- ماتي نوكانن على موقع الاتحاد الدولي للتزلج (القفز التزلجي) (الإنجليزية)
- ماتي نوكانن على موقع اللجنة الأولمبية الدولية (الإنجليزية)
- ماتي نوكانن على موقع أوليمبيديا (الإنجليزية)